# Muzyka cygańska

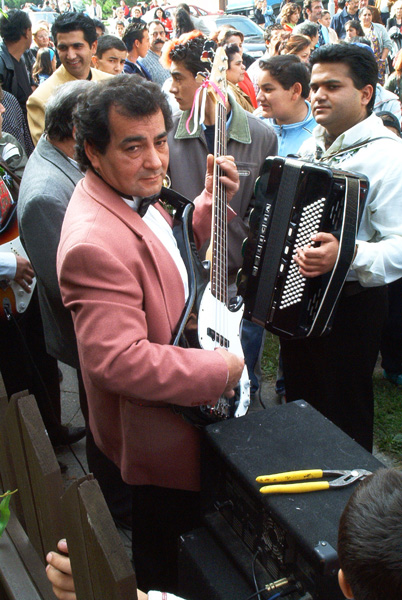
Muzycy romscy

Muzyka cygańska – muzyka koczowniczego ludu Romów. Przeniknęła do folkloru ludów autochtonicznych, m.in. węgierskiej (orkiestry smyczkowe), rosyjskiej (chóry, solowy romans z towarzyszeniem gitary) czy hiszpańskiej (canto flamenco).
Istnieją cechy wspólne dla całej muzyki cygańskiej: skale (skale cygańskie) z typowym interwałem sekundy zwiększonej oraz charakterystyczny styl wykonawczy (improwizacja, silna ekspresja, ozdabianie melodii ornamentami, rubato, zmiany w tempie i rytmie wykonywanego utworu oraz zmiany dynamiczne). W zespołach instrumentalnych najczęściej wykorzystywane są skrzypce, cymbały, a także drumla. 
Reliktami dawnej kultury są związki muzyki cygańskiej z zabiegami magicznymi, np. z wywoływaniem deszczu czy uzdrawianiem chorych.